# Codocera gnatho
Codocera gnatho là một loài bọ cánh cứng trong họ Ochodaeidae. Loài này được Fall in Fall & Cockerell miêu tả khoa học đầu tiên năm 1909.